# كارسون أبيل روبرتس
كارسون أبيل روبرتس (بالإنجليزية: Carson Abel Roberts)‏ هو ضابط أمريكي، ولد في 4 سبتمبر 1905 في لانكستر في الولايات المتحدة، وتوفي في 19 ديسمبر 1983 في بينهورست في الولايات المتحدة.